# Torre-serona
Torre-serona è un comune spagnolo di 337 abitanti situato nella provincia di Lleida, nella comunità autonoma della Catalogna.

## Economia
L'economia si basa essenzialmente sull'agricoltura.